# Katarzyna Szałankiewicz
Katarzyna Szałankiewicz (née Urban le 30 octobre 1987 à Dąbrowa Górnicza) est une ancienne joueuse de volley-ball polonaise. Elle mesure 1,82 m et jouait au poste de réceptionneuse-attaquante.

## Clubs
| Club                             | De        | À         |
| -------------------------------- | --------- | --------- |
| MKS Dąbrowa Górnicza             | 2000-2001 | 2011-2012 |
| Eliteski AZS UEK                 | 2012-2013 | 2012-2013 |
| MKS Dąbrowa Górnicza             | 2013-2014 | 2015-2016 |
| AZS KSZO Ostrowiec Świętokrzyski | 2016-2017 | 2017-2018 |

## Palmarès
- Coupe de Pologne
  - Vainqueur : 2012.
- Supercoupe de Pologne
  - Vainqueur : 2013.